# Geetbets
Geetbets – miejscowość i gmina (gemeente) w Belgii, w Regionie Flamandzkim, w prowincji Brabancja Flamandzka, w okręgu Leuven. 1 stycznia 2024 roku liczyła 6261 mieszkańców.

## Podział administracyjny
W skład gminy wchodzą dwie dzielnice (deelgemeente):
- Grazen
- Rummen (Rumigny)

## Demografia
- Źródła: NIS, od 1806 do 1981= według spisu; od 1990 liczba ludności w dniu 1 stycznia

1 stycznia 2024 całkowita populacja Geetbets liczyła 6261 osób. Łączna powierzchnia gminy wynosi 35,52  km², co daje gęstość zaludnienia 176 mieszkańców na km².